# 塔夸里足球俱乐部
塔夸里足球俱乐部（Tacuary Foot Ball Club），巴拉圭亚松森市的一个足球俱乐部。

## 荣誉
- 巴拉圭足球乙级联赛: 1

2002
- 巴拉圭足球丙级联赛: 4

1953, 1961, 1983, 1999